# 德寶法師
德寶（Bhante Henepola Gunaratana，簡稱Bhante G），又譯希尼波拉·賈那拉達那、希尼波拉·古納拉特南、海那波拉·瓜那瑞塔或觀勒拉坦拿，（1927年12月7日—），當代內觀大師，是北美地區地位最高的斯里蘭卡佛教上座部長老，也是西維吉尼亞修行協會（Bhavana Society）的創辦人，現任西維吉尼亞修行協會（Bhavana Society）会长。

## 早年
德寶尊者1927年12月7日出生於斯里蘭卡的Henepola村，12歲出家為沙彌，1947年他20岁时在康迪（[] 错误：{{Langx}}：拉丁字母轉寫（帮助））受具足戒。
德寶尊者先後毕业於加姆珀哈的智尊佛學院（Vidyasekhara Pirivena）、給拉尼亞（Kelaniya）的智严佛学院，以及可倫坡的佛教弘法學院（Buddhist Missionary College，羅馬化：Maha Bodhi Society的附屬機構，由達摩難陀長老建立）

## 弘法
德寶尊者毕业後旅居印度旅行五年，代表摩诃菩提协会（又譯菩提學会）弘法，服务桑吉、德里及孟买的「贱民」（即印度社会地位最低的「不可碰触阶级」）。
之後，他再到马来西亚用了十年時間弘法，期間曾出任马来西亚佛教青年会（Buddhist Youth Federation of Malaysia）及佛陀教義弘揚協會（Sasana Abhivurdhi Wardhana Society，即锡兰佛教精进会）的宗教顾问，也曾在吉松迪尔學校（Kishon Dial School）与寺路女子学校（Temple Road Girl'School）任教，并曾担任吉隆坡佛教研究所（Buddhist Institute of Kuala Lumpur）院长。

## 抵美
在塞瓦迦佛学会（Sasana Sevaka Society）的邀请下，他于1968年到了美国，担任华盛顿佛寺协会（Buddhist Vihara Society of Washington, D.C.）的主任秘书。
1980年，他被任命为该协会的会长，在1968到1988年任职佛寺协会期间，他除了教导佛法课程之外，还指导禅修闭关，并到世界各地巡回演讲，足迹遍及美国、加拿大、欧洲、澳洲、纽西兰、非洲与亚洲等地。此外，从1973到1988年间，德宝尊者曾经担任美国大学的佛教弘尊者。

## 学术
德寶尊者於了美利坚大學取得哲學博士學位後，先後分别於美国大学、乔治城大学、巴克内尔大学与馬里蘭大學學院市分校教授佛学课程。他的书籍与文章在印度、美国、斯里兰卡与马来西亚等地都有出版。《平静的第一堂课──觀呼吸》一书已经被翻译成多种语言，并在世界各地出版。此书的泰文节译版本，还被选为泰国高中课程的教材。

## 現況
德宝尊者从1982年起就担任修行协会（Bhavana Society）的住持，那是一个位于西维吉尼亚森林（靠近仙那度河谷）的寺院与闭关中心，由他与马修·弗里克斯坦（Matthew Flickstein）共同创办。德宝尊者就住在修行协会里，他在那里給比丘和比丘尼剃度，並训练他們。协会也供一般社会大众參與闭关修行。德宝尊者也经常巡回世界各地演讲，并且指导闭关禅修。

## 獎項
2000年，德宝尊者获得他的母校智严佛学院颁赠终生杰出成就奖。

## 著作
- The Path of Serenity and Insight, Motilal Banarsidass （1985）, ISBN 0-8364-1149-8.
- The Jhanas in Theravada Meditation, Buddhist Publication Society （1988）, ISBN 955-24-0035-X. Also available on-line:  （页面存档备份，存于）
- Mindfulness in Plain English, Wisdom Publications （1992）, ISBN 0-86171-321-4.  Also available on-line:   （页面存档备份，存于）  （页面存档备份，存于）  （页面存档备份，存于），中文版《平靜的第一堂課──觀呼吸》《繫念禪修法》
- Eight Mindful Steps to Happiness: Walking the Buddha's Path, Wisdom Publications （2001）, ISBN 0-86171-176-9，中文版《快樂來自八正道》
- Journey to Mindfulness: The Autobiography of Bhante G., Wisdom Publications （2003）, ISBN 0-86171-347-8，中文版《正念之旅》

## 註释
1. ↑  Gunaratana，Guna义爲德，ratana义爲宝
2. ↑  Henepola Gunaratana（德寶長老）, ,   [2018-12-29], （原始内容存档于2020-12-21）：Vidyasekhara Pirivena (vidyasekhara means “crown of learning,”（智學之尊冠） and pirivena means “a school for monks”（佛學院）)
3. ↑  lankara義爲莊嚴、裝飾
4. ↑  Sasana義爲佛，Sevaka （页面存档备份，存于）義爲僕人、服務者

## 外部連結
- Bhante Henepola Gunaratana
- Bhante Gunaratana's books at Wisdom Publications
- 香港慧觀禪修會Hong Kong Insight Meditation Society（HKIMS） （页面存档备份，存于）
- 香港南傳禪修學會 （页面存档备份，存于）